# Acid mật

Cấu trúc của axit cholic và cho thấy mối quan hệ với các axit mật khác

Axit mật là các axit steroid được tìm thấy chủ yếu trong mật của động vật có vú và các động vật có xương sống khác. Các dạng phân tử khác nhau của axit mật có thể được tổng hợp trong gan bởi các loài khác nhau. Các axit mật được liên kết với taurine hoặc glycine trong gan, và muối natri và kali của các axit mật liên hợp này được gọi là muối mật.
Axit mật sơ cấp là những loại axit mà được tổng hợp bởi gan. Axit mật thứ cấp lại do vi khuẩn tạo ra ở ruột non. Ở người, axit taurocholic và axit glycocholic (dẫn xuất của axit cholic) và axit taurochenodeoxycholic và axit glycochenodeoxycholic (dẫn xuất của axit chenodeoxycholic) là các muối mật chính trong dịch mật và có nồng độ xấp xỉ nhau. Các muối liên hợp của các dẫn xuất 7-alpha-dehydroxylat của chúng là axit deoxycholic và axit lithocholic, cũng đã được tìm thấy, cùng với các dẫn xuất của cholic là chenodeoxycholic và axit deoxycholic cùng nhau chiếm vào khoảng 90% axit mật trong dịch mật ở người.
Axit mật chiếm khoảng 80% các hợp chất hữu cơ trong mật (các loại khác là phospholipid và cholesterol). Sự tăng tiết acid mật tạo ra sự gia tăng lượng dịch mật. Chức năng chính của axit mật là cho phép tiêu hóa chất béo và dầu bằng cách tác động như một chất hoạt diện, làm nhũ tương hoá chúng thành các micelle, cho phép chúng tạo thành huyền phù trong nhũ chấp trước khi được biến đổi tiếp. Chúng cũng có các hoạt động nội tiết trong cơ thể, đặc biệt là thông qua thụ thể X xa và GPBAR1 (còn được gọi là TGR5).